# Pomnik Trójcy Świętej
Pomnik Trójcy Świętej – wolnostojąca konstrukcja architektoniczna w kształcie słupa, obelisku bądź piramidy, wsparta na cokole, zdobiona licznymi figurami alegorycznymi. Niekiedy ma charakter kolumny morowej.
Wznoszenie kolumn morowych rozpowszechniło się po soborze trydenckim w krajach monarchii habsburskiej. Pomnik Trójcy Świętej jest formą barokową. Za wzór służyła kolumna maryjna na Piazza di Santa Maria Maggiore w Rzymie, ustawiona w 1614 r.

## Lokalizacja pomników Trójcy Świętej
Pomniki Trójcy Świętej znajdują się m.in. w następujących miastach:

### Polska
- Pomnik Trójcy Świętej w Bystrzycy Kłodzkiej
- Pomnik Trójcy Świętej w Lądku-Zdroju
- Figura Trójcy Świętej w Nowej Rudzie
- Rydzyna
- Świdnica

### Czechy
- Kolumna Trójcy Świętej w Ołomuńcu
- Brno
- Kolumna Św. Trójcy w Pradze
- Trutnov
- Teplice
- Čimelice
- Jindřichův Hradec
- Kadaň
- Karlowe Wary
- Litvínov
- Zdziar nad Sazawą
- Mikulov

### Słowacja
- Kremnica
- Komárno
- Nowe Zamki
- Bańska Szczawnica
- Trenczyn
- Trnawa
- Prievidza
- Nitra

### Węgry
- Budapeszt
- Pecz
- Sopron
- Csongrád
- Makó

### Austria
- Kolumna morowa w Wiedniu
- Zwettl
- Linz
- Poysdorf

### Słowenia
- Lublana – przed kościołem Trójcy św.[1]